# Leader of the Pack
Es una cáncion de la banda de  heavy metal banda Twisted Sister grabó una versión de "Leader of the Pack" desde la perspectiva del líder del mismo nombre, donde está el amante femenina que tuvo un accidente de coche, aunque, en el video, ella no muere. La pista se incluyó en el cuarto álbum de estudio del grupo, Come Out and Play . Fue lanzado como el primer sencillo del álbum y fue publicado por Atlantic Records . La canción llegó al número 53 en la lista Billboard Hot 100 y alcanzó el número 47 en la lista de singles del Reino Unido. En Canadá, burbujeó en la lista RPM Top Singles alcanzando el número 80. En Nueva Zelanda, el sencillo alcanzó el número 45.

## Puesto
| Country | Organization | Year | Sales            |
| USA     | RIAA         | 1986 | Gold (+ 500,000) |
| Finland | IFPI         | 1986 | Gold (+ 25,000)  |
| Sweden  | GLF          | 1986 | Gold (+ 50,000)  |

## Dato curioso
La canción original era de la agrupación femenina The Shangri-Las, la canción fue más popular en el álbum de Twisted Sister, Come Out and Play.

## Otras versiones
- En su álbum debut The Divine Miss M , Bette Midler hizo una versión que comenzó en el tempo original, se aceleró en el segundo verso y fue tan rápida al final que se hizo difícil entender la letra. Midler luego cubrió la pista de apertura del álbum Leader of the Pack " Give Him a Great Big Kiss " en su álbum de 2014 It's The Girls!

- El cantante francés Frank Alamo (1942–2012) grabó esta canción en francés en 1965 como "Le chef de la bande".

- El grupo neozelandés When the Cat's Away lanzó una versión como su single debut.

- En la serie de televisión estadounidense American Dreams , la canción fue interpretada por Hilary y Haylie Duff , actuando como miembros de Shangri-Las.

- En la película Happy Feet de 2006 , fue cantada por el personaje Néstor , con un ritmo triste bastante diferente al original.

- La Sinfonia de Portsmouth hizo una versión de la canción en su álbum de 1980, 20 Classic Rock Classics . Es la única pista del álbum con voz.

- Alvin and the Chipmunks hizo una versión, cambiando "Jimmy" por "Alvin". En el álbum Chipmunk Rock , las Chipmunks son retratadas como las chicas. Esta es también la primera canción de Chipmunks que menciona a las Chipettes por nombre de grupo.

- La cantante estonia Margit Viirma grabó una versión de la canción en 2009, titulada "Jõugu liider".

- El dúo pop de los setenta, The Carpenters, hizo una versión de la canción en su primer álbum en vivo, Live In Japan . Lo interpretaron como parte de un popurrí clásico en la mayoría de sus conciertos de 1973 a 1975.

## Parodias
- En 1965, The Detergents publicó "Leader of the Laundromat", escrito por Paul Vance y Lee Pockriss . Esto resultó en que Morton, Barry y Greenwich presentaran una demanda por plagio. Esta parodia fue una de las favoritas del Dr. Demento.

- The Downliners Sect también lanzó una parodia de su EP "Sect Sing Sick Songs" de 1965 llamado "Leader of the Sect".

- También en 1965, Jimmy Cross lanzó la parodia " I Want My Baby Back " . [26] En 1977, el DJ de radio británico Kenny Everett le otorgó el título de "El peor disco del mundo".

- En 1977, EMI Records lanzó "Packer of the Leads (Leader of the Pack)" de The Roadies (Lewis 'n Luce) en el Reino Unido.

- En el musical de 1982 Little Shop of Horrors , Ronette, una de las cantantes de respaldo, dice "Aquí está, chicas, el líder de la placa" durante la canción "Dentist". Orin, el dentista, conduce una motocicleta que suena similar a la de la canción.

- "Jonny Don't Go", del musical Zombie Prom de 1993 , es melódicamente similar y probablemente una parodia de "Leader of the Pack". La canción se centra en Toffee, una estudiante de último año de secundaria cuyos padres le prohíben ver a su novio Jonny porque creen que "no es bueno" y la obligan a romper con él. Ella lo hace a regañadientes, y Jonny inmediatamente se lanza a una planta de energía nuclear, a pesar de las súplicas de Toffee para que se detenga.

- El comediante británico Julian Clary cantó una parodia de "Leader of the Pack" en 1988-1990 como parte de su acto de entonces, The Joan Collins Fanclub. Fue lanzado como single en el Reino Unido y alcanzó la posición máxima del No. 60 en la lista de singles del Reino Unido en el verano de 1988.

- Clary cantó la parte principal desde el punto de vista de un campista de 28 años. hombre gay lamentando la pérdida de su interés amoroso motociclista en un fatal accidente de motocicleta.

- Bob Rivers también hizo una parodia de "Líder de la manada" que se llama "Líder de Irak ". La canción se centró en la ejecución del expresidente de Irak Saddam Hussein .